# Eugasteroides inermis
Eugasteroides inermis är en insektsart som först beskrevs av Boris Petrovich Uvarov 1934.  Eugasteroides inermis ingår i släktet Eugasteroides och familjen vårtbitare. Inga underarter finns listade i Catalogue of Life.